# أرينجة متميزة
أرينجة متميزة (الاسم العلمي:Arenga distincta) هي نوع من النباتات تتبع جنس الأرينجة من الفصيلة الفوفلية.